# 小行星23295
小行星23295（23295 Brandoreavis）是一颗绕太阳运转的小行星，为主小行星带小行星。该小行星于2000年12月20日发现。

## 轨道参数
小行星23295的轨道半长轴为346 047 659 km，2.3131528 UA，离心率为0.106。